# 吉田俊実
吉田 俊実（よしだ としみ、1954年 - ）は、日本の文学者。元東京工科大学教授。文学修士。専門分野は、英文学、カルチュラル・スタディーズなど。

## 経歴
1980年、昭和女子大学大学院文学研究科英米文学専攻修士課程を修了。研究助手として活動後、昭和女子大学文学部英米文学科専任講師となる。その後、中央大学、法政大学、青山学院大学の講師を兼任した。1997年、東京工科大学助教授に就任。のち、同大応用生物学部教授。2019年、同大学を退職。

## 著書
- 『淑女が盗みにはしるとき―ヴィクトリア朝期アメリカのデパートと中流階級の万引犯』(共訳)、国文社、1992年5月、ISBN 4-7720-0370-3
- 『イギリス文学ガイド』(共著)、荒地出版社、1997年4月
- 『たたかう性―英米文学のヒロインたちに見る反「近代」』(共著)、一葉社、1997年5月、ISBN 4-8719-6009-9
- 『＜帝国＞ グローバル化の世界秩序とマルチチュードの可能性』(共訳)、以文社、2003年1月、ISBN 4-7531-0224-6
- 『番組はなぜ改ざんされたか』(共著)、一葉社、2006年1月